# آستین رامیرز
آستین رامیرز (به انگلیسی: Austin Ramirez) (زادهٔ ۳۰ ژوئن ۱۹۷۸) شناگر اهل ایالات متحده آمریکا است.